# Сумонте (Авелино)
Сумонте (итал. Summonte) је насеље у Италији у округу Авелино, региону Кампанија.
Према процени из 2011. у насељу је живело 763 становника. Насеље се налази на надморској висини од 717 м.

## Становништво
Према резултатима пописа становништва 2011. у општини је живело 1.613 становника.
| 1931. | 1936. | 1951. | 1961. | 1971. | 1981. | 1991. | 2001. | 2011. |
| ----- | ----- | ----- | ----- | ----- | ----- | ----- | ----- | ----- |
| 1.702 | 1.696 | 1.982 | 1.761 | 1.424 | 1.346 | 1.524 | 1.563 | 1.613 |